# Accrington Stanley (1891)
Accrington Stanley (offiziell: Accrington Stanley Football Club) war ein Fußballverein aus der im Nordwesten Englands gelegenen Stadt Accrington.

## Geschichte
Der Klub wurde unter dem Namen Stanley Villa von jungen Männern, die in der Stanley Street von Accrington wohnhaft waren, gegründet, vermutlich im Jahr 1891. Während die Stadt zu diesem Zeitpunkt mit dem FC Accrington einen in der Football League spielenden Profiklub hatte, spielte Stanley zunächst nur Freundschaftsspiele. Zur Saison 1894/95, der FC Accrington war aus finanziellen Gründen aus der Football League ausgeschieden und löste sich 1896 vollständig auf, trat man der lokalen Accrington & District League bei, bereits 1893 hatte man sich in Accrington Stanley umbenannt. 1900 trat man der Lancashire Combination bei und gehörte dieser bis 1921 an, 1903 und 1906 gelang dort der Gewinn der Meisterschaft. Als die Football League 1921 um die Football League Third Division North erweitert wurde, bewarb sich Accrington Stanley erfolgreich um Aufnahme und die Stadt hatte damit nach 28 Jahren wieder einen Fußballklub in der Football League.
Accrington Stanley gehörte bis 1958 ununterbrochen der Third Division North an, nach der Zusammenlegung der drittklassigen Nord- und Südstaffel qualifizierte sich der Klub für die neue eingleisige Third Division, stieg aber bereits 1960 in die Fourth Division ab. In finanzielle Schwierigkeiten geraten, musste der Klub noch während der Saison 1961/62 im März 1962 den Spielbetrieb einstellen. Dennoch gelang eine Fortsetzung des Spielbetriebs in der Lancashire Combination, bevor man auch dort 1966 aus finanziellen Gründen aus dem laufenden Ligabetrieb ausschied und der Klub schließlich aufgelöst wurde.
1968 wurde ein neuer Verein unter demselben Namen gegründet, der 2006 den Aufstieg in die Football League schaffte.